# Xã Farmer, Quận Wabaunsee, Kansas
Xã Farmer (tiếng Anh: Farmer Township) là một xã thuộc quận Wabaunsee, tiểu bang Kansas, Hoa Kỳ. Năm 2010, dân số của xã này là 100 người.